# 新庄村 (日本)
新庄村（日语：／ Shinjō son */?）是位于日本岡山縣西北部，與鳥取縣接壤的一村，為岡山縣內人口最少的行政區劃。為日本最美麗的村莊聯盟成員之一。

## 地理
- 山：毛無山（1218m）、金谷山（1164m）、白馬山（1060m）
- 河川：新庄川、野土路川
- 水壩：土用壩

## 歷史

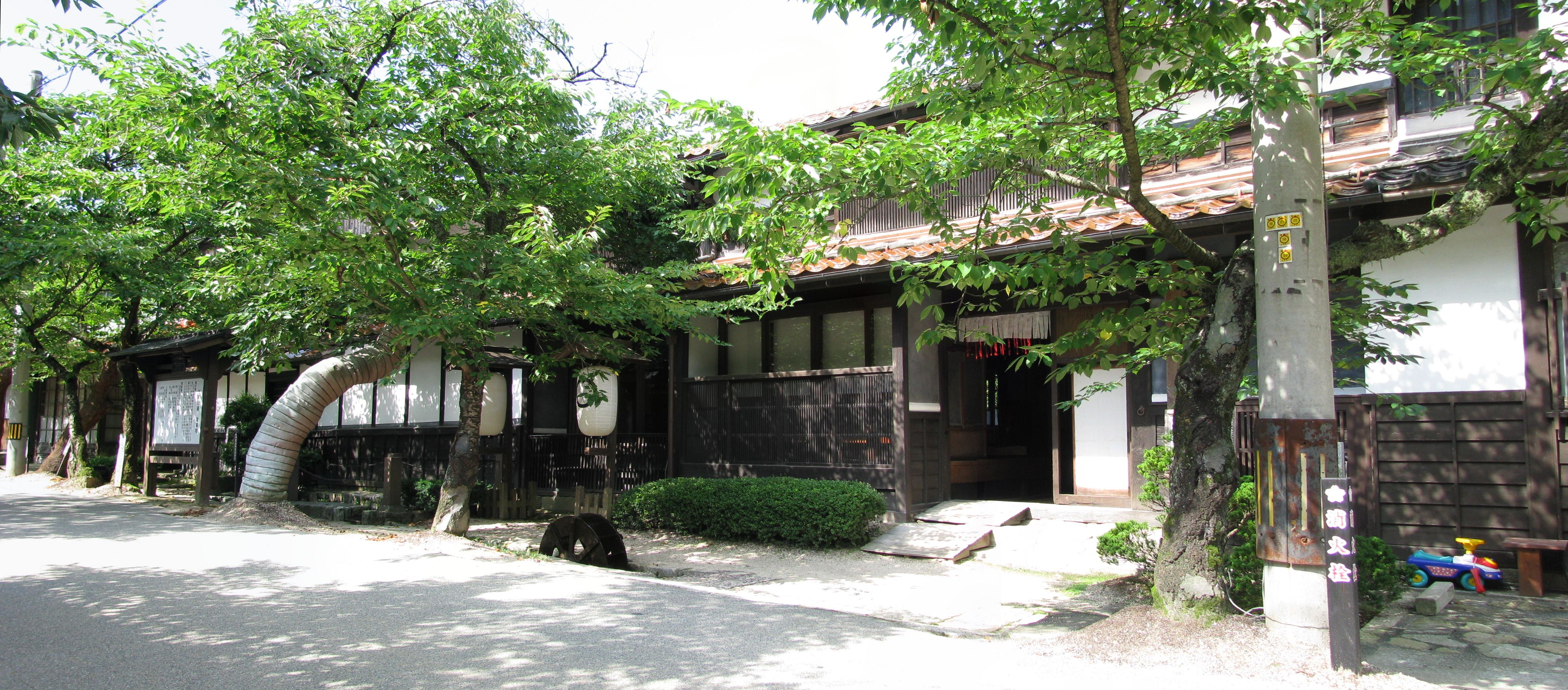
出雲街道新庄宿脇本陣

過去以出雲街道的本陣和宿場町而繁榮。
1872年8月17日設置新庄村至今。

## 交通
轄區內無鐵路和快速道路通過，距離最近的車站為位於鳥取縣日野郡日野町的西日本旅客鐵道伯備線根雨車站

## 觀光資源

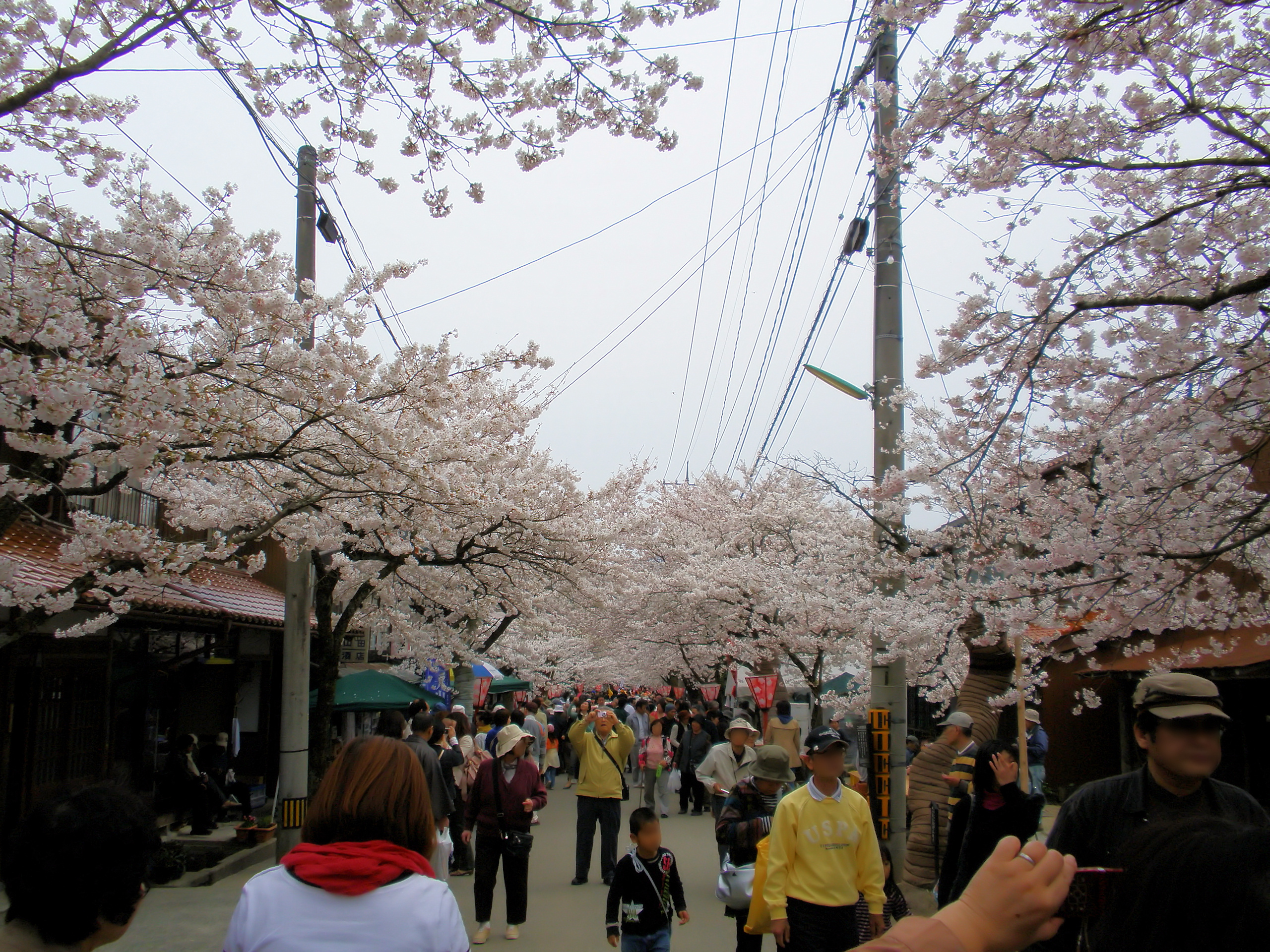
凱旋櫻道路

- 凱旋櫻道路：為1906年日俄戰爭日本戰勝後，再舊出雲街道宿場町兩側種植的櫻花樹的通稱，每年開花期間會同時舉辦「凱旋櫻花祭」。
- 新庄宿

## 姊妹、友好都市

### 日本
1986年8月三個同樣名為「新庄」的行政區劃簽訂友好自治体盟約。
- 新庄市（山形縣）
- 新庄町（奈良縣北葛城郡）：已於2004年合併為葛城市

## 外部連結
- （日語） ひめっ子 Blog （页面存档备份，存于）
- （日語） ひめっ子 Facebook （页面存档备份，存于）